# かわく
かわくは、日本の漫画家・イラストレーターである。イラストを手掛けた『新ソード・ワールドRPGリプレイNEXT』シリーズではコミカライズも担当した。

## 作品リスト

### 挿画
- AYA-亜夜-（著：手塚一郎、集英社スーパーダッシュ文庫）
- へっぽこSP なごみ！（著:直遊紀、電撃文庫）
- 王国神話（著:明日香々一、富士見ファンタジア文庫）
- 「新ソード・ワールドRPGリプレイNEXT」シリーズ（著:藤澤さなえ、富士見ドラゴンブック）
- ソード・ワールド短編集 ぺらぺらーず漫遊記（富士見ファンタジア文庫）
- 運命は銀弓のように（著:めぐみ和季、角川ビーンズ文庫）
- 銀のパルティータ（著:めぐみ和季、角川ビーンズ文庫）
- 多次元交差点（著:本保智、角川スニーカー文庫）
- デモンパラサイト・リプレイ ぬぎぬぎアクマとぱくぱくデーモン（共著、富士見ドラゴンブック）
- こばと。（原作:CLAMP、監修:こばと。を守る会、著:後藤リウ、表紙:マッドハウス、角川つばさ文庫）※本文挿絵のみ
- グリモアコートの乙女たち（著：雨木シュウスケ、講談社ラノベ文庫）
- 没落予定なので、鍛冶職人を目指す（著：CK、カドカワBOOKS）
- 夢守りの姫巫女（著：後藤リウ、講談社X文庫ホワイトハート）
- やがてうたわれる運命の、ぼくと殲姫の叛逆譚（著:藍月要、ファミ通文庫）
- 新米獣医ですが、妖怪の診療はじめます。（著：片瀬由良、小学館文庫キャラブン!）※表紙のみ
- 勇者の孫の旅先チート 〜最強の船に乗って商売したら千の伝説ができました〜（著：長野文三郎、カドカワBOOKS）
- 未実装のラスボス達が仲間になりました。（著：ながワサビ64、KADOKAWA（エンターブレイン単行本）
- 不遇皇子は天才錬金術師〜皇帝なんて柄じゃないので弟妹を可愛がりたい〜（著：うめー、TOブックス（単行本）

### 漫画
- ソード・ワールドぺらぺらーず（原作：グループSNE・藤澤さなえ、ドラゴンエイジピュア連載）
- みつけて！シャドウ･ドロップス（ドラゴンエイジピュア連載）

### イラスト
- アクエリアンエイジ
- Z/X
- バトルスピリッツ

### 画集
- かわく画集 Harmony